# 繞
繞（にょう）とは、漢字の構成要素のうち、左から下にかけて置かれるものの総称。筆順は先に書くものと後に書くものがある。

## 主な繞（にょう）

### しんにょう
しんにょう・しんにゅう。「道」「進」「迷」など。道や歩く事に関する意味を表す。常用漢字で51字あり、偏を除くと最も数の多い部首となる。「之」（し）の字に似ていることから「之繞」（しにょう）の名がつき、なまって「しんにょう」、さらになまって「しんにゅう」ともいう。国語教育では「しんにょう」として教えている。親字は辵（チャク）。「巡」は之繞に含めず「まがりがわ」の部に含めることが多いが、「しんにょう」に含める漢和辞典も見られる。筆順では後に書く。
もともとは、辵をそうにょう（走繞）やきにょう（鬼繞）などのような表し方をしていたのだが、後に今で言う二点之繞の形になった。戦後、当用漢字字体表が公表されてから現在では、活字においてのみ一点之繞で表されるようになっている。
- 常用漢字： 込 辺 迅 近 迎 返 述 迭 迫 逆 送 退 追 逃 迷 逝 造 速 逐 通 逓 途 透 連 逸 週 進 逮 運 過 遇 遂 達 遅 道 遍 遊 違 遠 遣 遮 遭 適 遺 遵 選 遷 還 避 遡 遜
- 主な表外字： 辻 迂 迄 辿 迪 迦 逅 這 逍 逞 逗 逢 迸 遁 逼 遥 邁 遼 邂 遽 邏 など

### かんにょう
かんにょう・うけばこ。「凶」「出」「凹」など。繞の形をしていないが、左辺と下辺にまたがって声符を包んでいるため繞扱いされる。脚に見做される場合もある。筆順では後に書く。
- 常用漢字： 凶 凹 出 凸
- 主な表外字： 函 など

### えんにょう
えんにょう・いんにょう。「建」「延」「廷」など。伸びる事や進む事に関わる意味を表す。「えん」は「延」から。「廴」の字音から「いんにょう」とも。筆順では後に書く。
- 常用漢字： 廷 延 建
- 主な表外字： 廻 など

### そうにょう
そうにょう。「起」「越」「趣」など。走る事に関する意味を表す。筆順では先に書く。
- 常用漢字： 赴 起 越 超 趣
- 主な表外字： 赳 趙 趨 など

### きにょう
きにょう。「魅」「魁」など。鬼、物の怪に関する意味を表す。筆順では先に書く。
- 常用漢字： 魅
- 主な表外字： 魁 魃 魑 魍 魎など

### ばくにょう
ばくにょう。「麺」「麩」など。麦、麦加工品に関する意味を表す。筆順では先に書く。常用漢字は存在しなかったが「麺」が追加され、JIS第1規格では新字体を用いる。また、偏になった同字も多い。
- 常用漢字： 麺
- 表外字： 麩 麹 など

### その他の繞
- ふうにょう：「颱」「颶」など。風に関する意味を表す。常用漢字はなし。
- しにょう：「支」の饒だが、「翅」は羽部であり、繞としてこの部首を採用する字はほとんど存在しない。
- そうにょう：「爬」など。爪に関する意味を表す。
- け：「毬」「毯」など。繞の形を取るのだが「もうにょう」などと紹介している事例はない。
- すいにょう：「処」の繞だが、「処」の部首は「几」とする場合が多く、その際は繞としてこの部首を採用する字は存在しない。
- ねずみ：「鼬」など。鼠に関する意味を表す。常用漢字はなし。元は「ねずみへん」であり、書きやすさのために派生的に生まれた。
- 他に正式な繞ではない漢字　勉　題　剋　咫　瓩　旭　彪　甦　昶　尩　尫　翹　覐　甤　韑　䟳　乪　毤　翘
- おうにょう　尨　尰などがあるが字数は極めて少ない。
- ぶんにょう　彣などがあるが字数は極めて少ない
- むにょう    僅かに漢字はあるが、字数は極めて少ない。